# Michał Bożek (polityk)
Michał Bożek (ur. 30 września 1904 w Książu Wielkim, zm. ?) – polski polityk, wicestarosta gliwicki, przewodniczący Miejskiej Rady Narodowej w Pszczynie i Zawierciu.

## Biografia
Był synem Jana i Marii. Uzyskał średnie wykształcenie. Przed II wojną światową pracował w Tramwajach Elektrycznych oraz w Hucie Bankowa jako urzędnik. Podczas wojny był trzykrotnie aresztowany przez Niemców. Po zakończeniu wojny pracował początkowo jako urzędnik w starostwie w Sosnowcu. W latach 1946–1947 był wicestarostą Gliwic, następnie przewodniczącym Miejskiej Rady Narodowej w Pszczynie. 7 września 1951 roku został wybrany na przewodniczącego Prezydium Miejskiej Rady Narodowej w Zawierciu. 1 kwietnia 1953 roku złożył rezygnację z urzędu, przyjętą przez Radę Miejską.